# Палијамбела
Палијамбела (грч. Παλιάμπελα) је насељено место у општини Паранести у периферији Источна Македонија и Тракија, Грчка. Према попису из 2021. године било је 19 становника.
Палијамбела је 1913. године имала 110 житеља Турака. Године 1923. турско становништво је принудно исељено у Турску а на њихово место је насељена 31 грчка избегличка породица, којих је на попису из 1928. године било 101. Село се раније звало Хасан Балар.